# Pascal Papé
Pascal Papé (Lione, 5 ottobre 1980) è un ex rugbista a 15 francese che giocava come seconda linea. A livello internazionale ha ottenuto 65 presenze con la Francia.

## Biografia
Seconda linea, esordiente al Bourgoin-Jallieu nel 1998, con il club dell'Isère disputò 8 stagioni e si mise in luce a livello internazionale; esordì in Nazionale francese nel 2004 in occasione del Sei Nazioni 2004, torneo che la Francia vinse con il Grande Slam; prese poi parte ai Tornei successivi, vincendone le edizioni 2006 e 2007, ma mancando la convocazione alla Coppa del Mondo di rugby 2007.
Passato nel 2006 al Castres, milita dal 2007 nello Stade français; Marc Lièvremont lo convoca stabilmente e affiancandolo quasi sempre a Lionel Nallet. Nonostante un infortunio, vince di nuovo un Grande Slam nel 2010.
Convocato per la Coppa del Mondo di rugby 2011, Papé è giunto con la Francia fino alla finale, poi persa contro i padroni di casa della Nuova Zelanda.
Durante i test novembrini del 2012 Papé viene nominato capitano della Francia in sostituzione di Thierry Dusautoir, infortunato al ginocchio. Nonostante il ritorno di quest'ultimo per il Sei Nazioni 2013 rimane capitano. Infortunato alle spalle durante la prima partita contro l'Italia, dovette rinunciare al resto della stagione: Sei Nazioni, stagione con il suo club, al tour della squadra francese in Nuova Zelanda e al suo ruolo di capitano.
Il 19 febbraio 2015, è stato sospeso 70 giorni dopo un calcio alla terza linea irlandese Jamie Heaslip, causando la frattura di tre vertebre, durante la partita Irlanda-Francia del secondo turno del Sei Nazioni.
Partecipa ai Mondiali del 2015 e annuncia un ritiro internazionale il giorno dopo i quarti di finale e la sconfitta della Francia contro gli All-Blacks.
Nel 2016 entra nei ranghi dirigenziali della federazione francese affiancando il neo presidente Bernard Laporte- Ruolo che manterrà fino al 2019.
Nel ruolo di vice capitano, nella sua ultima stagione in campo, Papé è a capo del movimento di protesta all'interno dello Stade Français, in seguito al progetto di fusione con il Racing 92 annunciato il 13 marzo 2017. Il giorno successivo, iniziò lo sciopero dei giocatori e il rifiuto per la trasferta a Castres. La LNR decide quindi di rinviare la partita e il progetto di fusione viene finalmente abbandonato nel fine settimana.
Nel 2016-2017, è stato consulente per il canale televisivo SFR Sport, è apparso sulla rivista Entre les Potos e occasionalmente ha commentato le partite della English Premiership.
Nel 2017, dopo aver terminato la sua carriera da giocatore, è diventato direttore del centro di formazione Stade Français. Dal 31 agosto 2018 è presidente del suo club di origine, Givors. Dal 2020 è anche allenatore della squadra under 18 della Francia, responsabile degli avanti con Aubin Hueber.

## Palmarès
- Campionati francesi: 1
Stade français: 2014-15
- Challenge Cup: 1
Stade français: 2016-17